# サラミス (キプロス島)

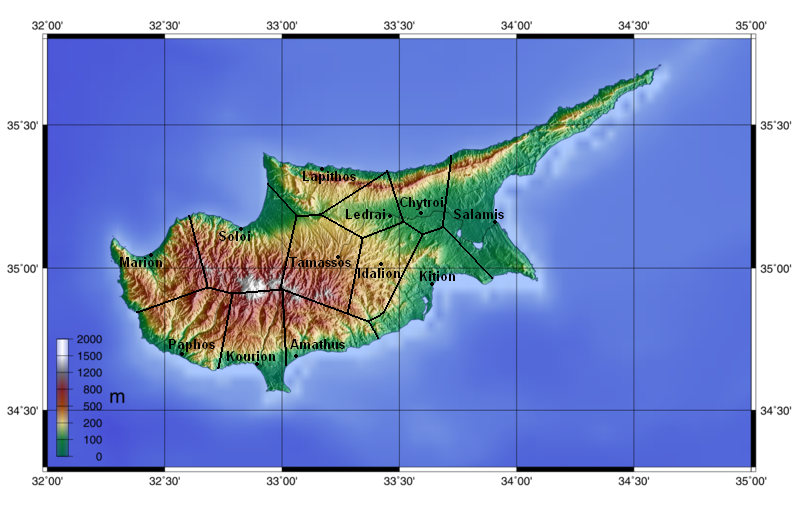
キプロス島の古代十王国中のサラミス

サラミス（古代ギリシア語: Σαλαμίς、英語: Salamis）は、地中海の東部に浮かぶキプロス島の東部海岸にあった町である。現在は北キプロス・トルコ共和国に属するファマグスタの近くに遺跡がある。

## 歴史
古代ギリシャ時代から栄えた都市国家で、ローマ時代には聖パウロが第1回の宣教旅行でキプロス島を訪れた際に、サラミスと西海岸のパフォスに寄っている。4世紀の地震で破壊されたサラミスはコンスタンティウス2世によってコンスタンチア（Constantia）として再建され、聖エピファニウスがここで司教を務めている。その後この町は衰退し、7世紀にはアラビア人の攻撃を受けて、ムアーウィヤにより破壊されて住民は現在のファマグスタへ移動した。

## ギャラリー

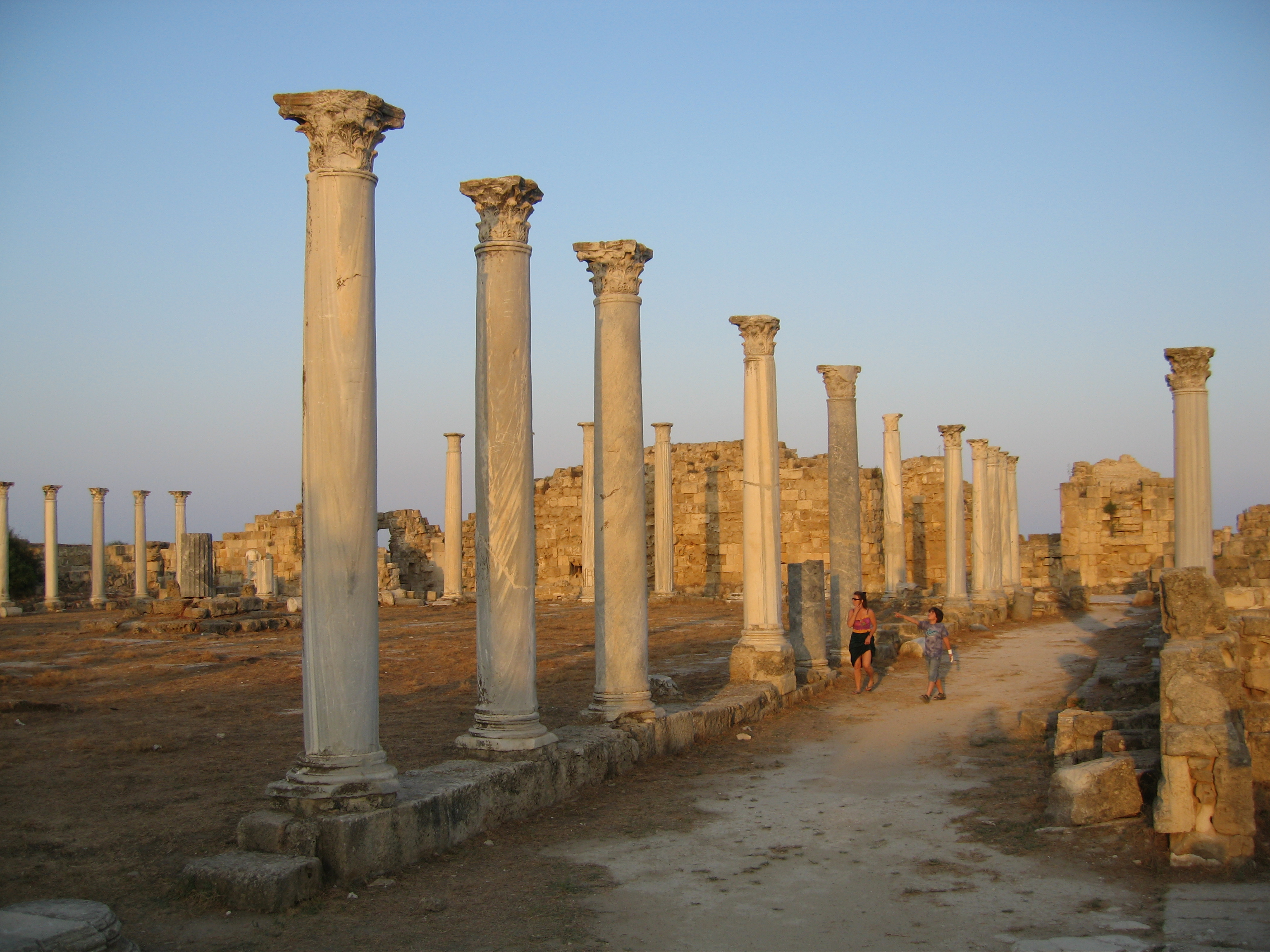
サラミス体育館
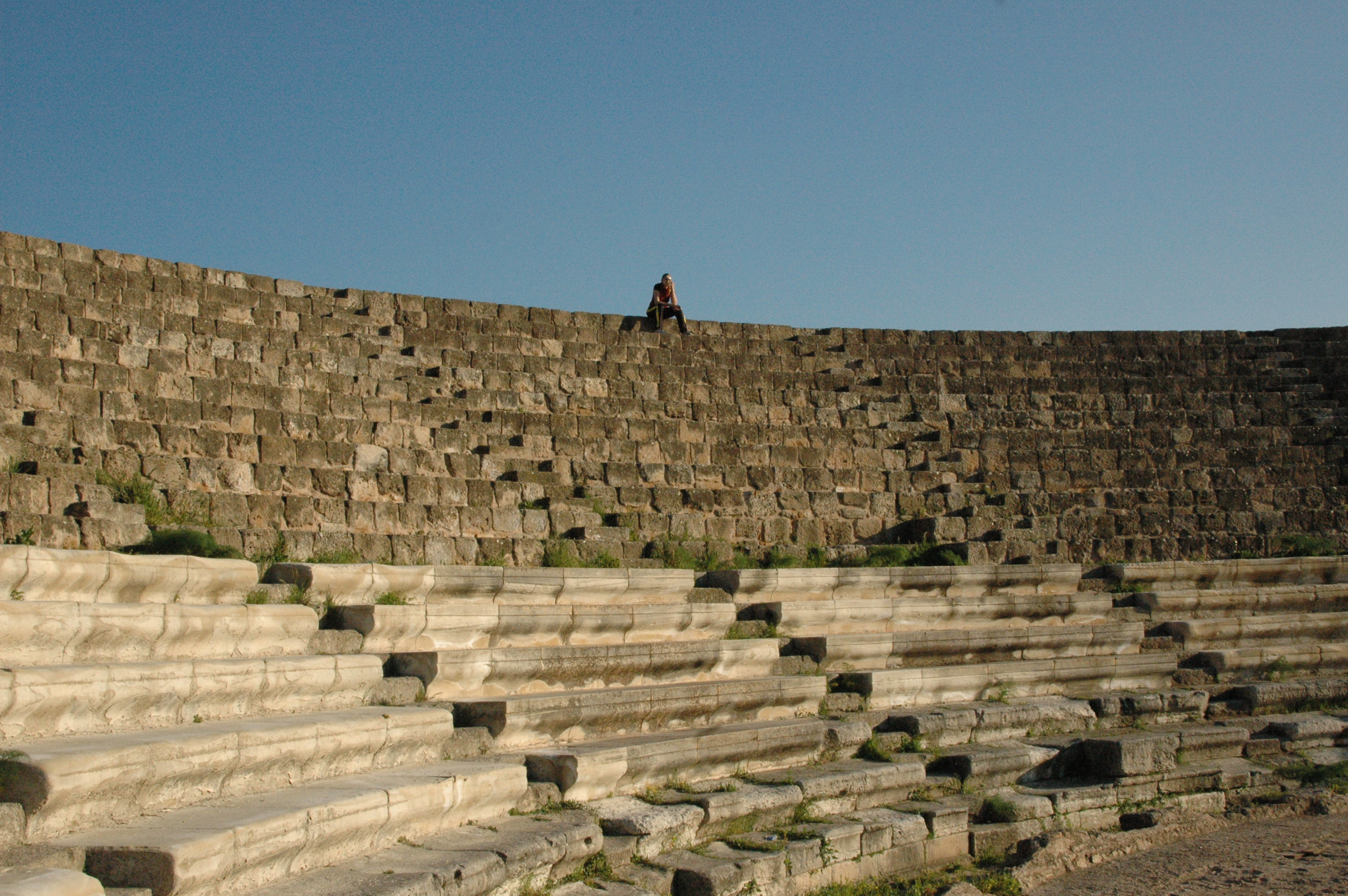
円形劇場跡